# ابوالفضل علايي
ابوالفضل علایی (22 سبتمبر 1994 بكلبايكان في إيران - ) هو لاعب كرة قدم إيراني في مركز الوسط.

## روابط خارجية
- ابوالفضل علايي على موقع قاعدة بيانات كرة القدم.إي يو (الإنجليزية)
- ابوالفضل علايي على موقع Soccerway.com (الإنجليزية)